# 지쇼
지쇼(治承, じしょう/ちしょう)는 일본의 연호(元号) 중 하나이다.
- 전후 : 안겐(安元) 이후 - 요와(養和) 이전.
- 시기 : 1177년 ~ 1180년
- 천황 : 다카쿠라 천황, 안토쿠 천황
- 무가동량 : 다이라노 기요모리, 무네모리

지쇼 시기는 헤이시 정권(平氏政権)이 본격적으로 확립된 시기이며, 그에 반발해 일어난 전국적 내란(지쇼・주에이의 난) 초기에 해당한다. 미나모토 노 요리토모의 간토정권(関東政権)에서는 이후의 연호인 요와와 주에이를 사용하지 않고 이 지쇼 연호를 계속해서 사용하였다.

## 개원(改元)
- 안겐 3년 8월 4일(율리우스력 1177년 8월 29일), 개원.
- 지쇼 5년 7월 14일(율리우스력 1181년 8월 25일), 요와로 개원된다.

## 출전
『하도정작보(河圖挺作輔)』의 「治武明文徳、治承天精」.

## 지쇼 시기에 일어난 일
- 원년
  - 시시가타니 음모가 발각되다.
- 3년
  - 11월 : 지쇼 3년 정변(다이라노 기요모리의 쿠데타). 고시라카와 법황을 유폐하다.
- 4년
  - 4월 : 모치히토 왕의 거병(ja:以仁王の挙兵, 황족 모치히토 왕이 미나모토노 요리마사와 손을 잡고 헤이시(平氏) 타도를 기치로 거병을 계획한 사건) 발발. 이 사건으로 인해 지쇼-주에이의 난이 시작된다.
  - 6월 : 다이라노 기요모리의 주도로 후쿠하라쿄(ja:福原京)가 조영된다.
  - 8월 : 미나모토노 요리토모, 이즈에서 거병하다.
  - 10월 : 후지카와 전투.
- 5년
  - 윤2월 4일 : 다이라노 기요모리 사망. (향년 64세)

## 서력과의 대조표
| 지쇼     | 원년   | 2년    | 3년    | 4년    | 5년       | 6년         | 7년        | 8년        |
| -------- | ------ | ------ | ------ | ------ | --------- | ----------- | ---------- | ---------- |
| 서력     | 1177년 | 1178년 | 1179년 | 1180년 | 1181년    | 1182년      | 1183년     | 1184년     |
| 헤이케측 | -      | -      | -      | -      | 요와 원년 | 주에이 원년 | 주에이 2년 | 주에이 3년 |
| 간지     | 정유   | 무술   | 기해   | 경자   | 신축      | 임인        | 계묘       | 갑진       |

## 같이 보기
- 일본의 연호 일람

| 이전 안겐 | 일본의 연호 1177년 ~ 1181년 | 다음 요와 |